# جون إس. كولينز
جون إس. كولينز (بالإنجليزية: John S. Collins)‏ هو فلاح أمريكي، ولد في 29 ديسمبر 1837 في نيوجيرسي في الولايات المتحدة، وتوفي في 11 فبراير 1928 في ميامي في الولايات المتحدة.

## معرض صور

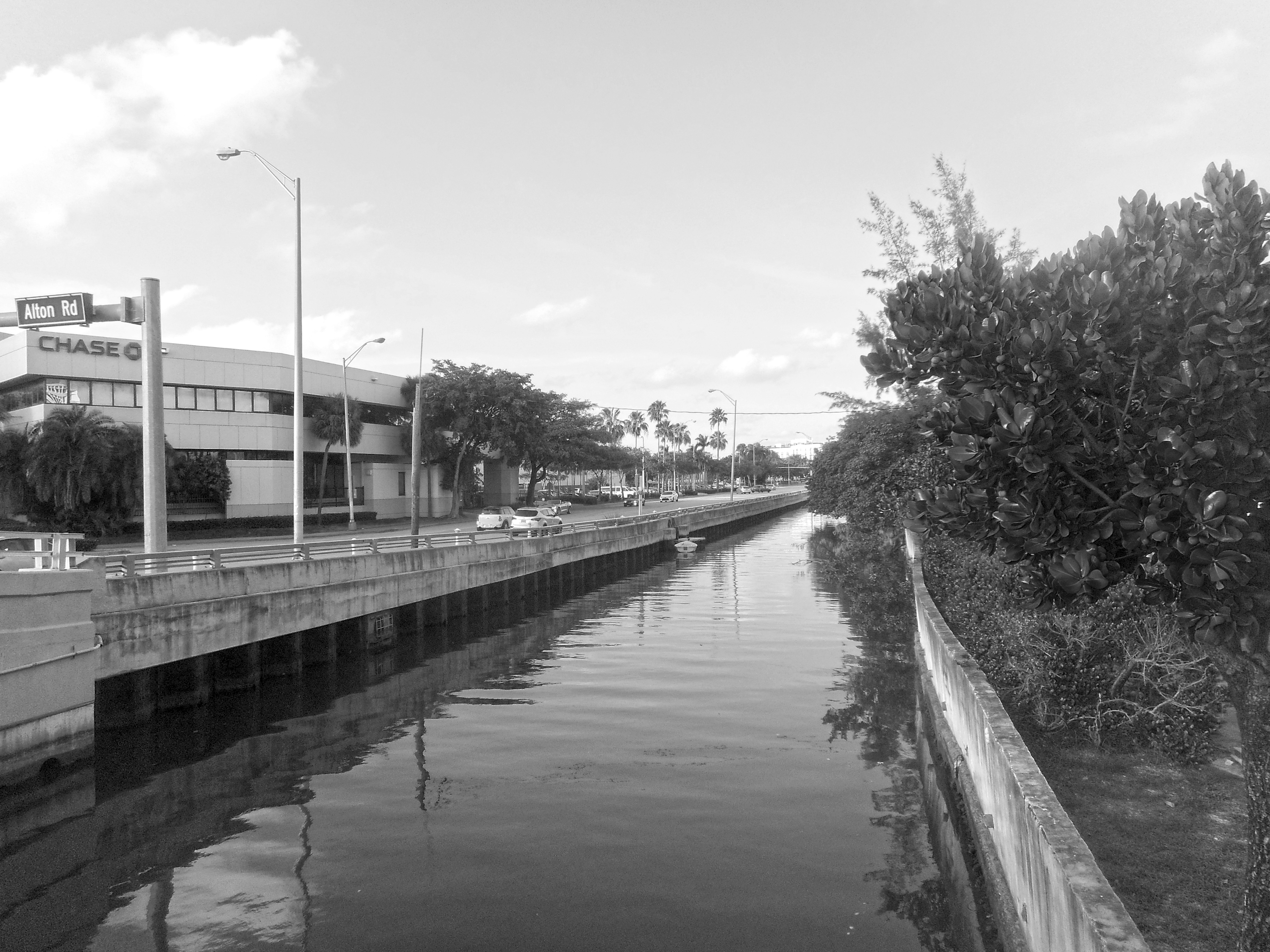
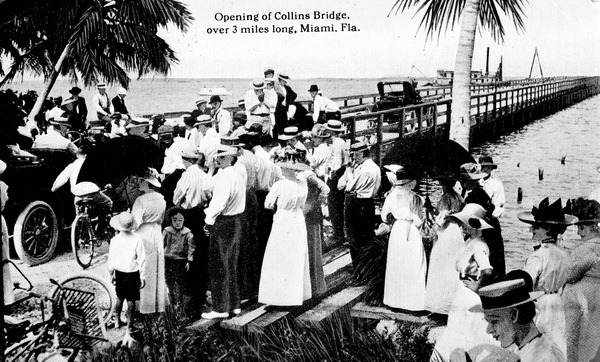
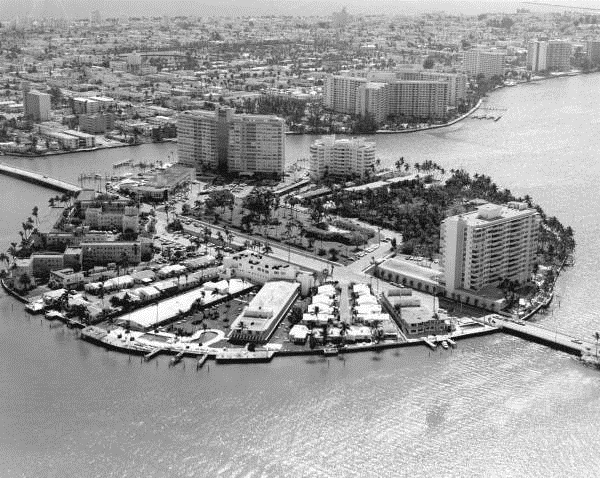
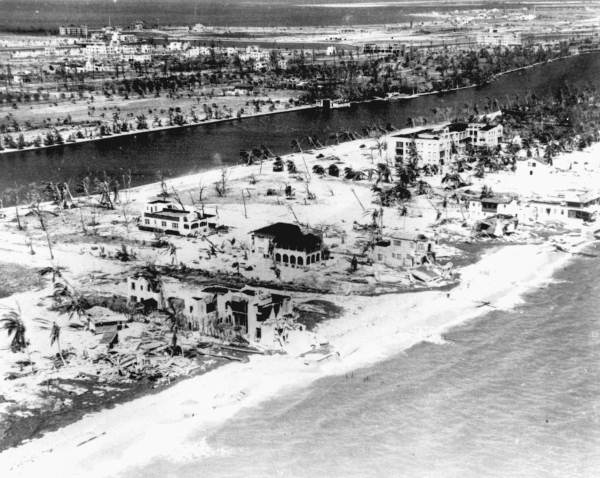
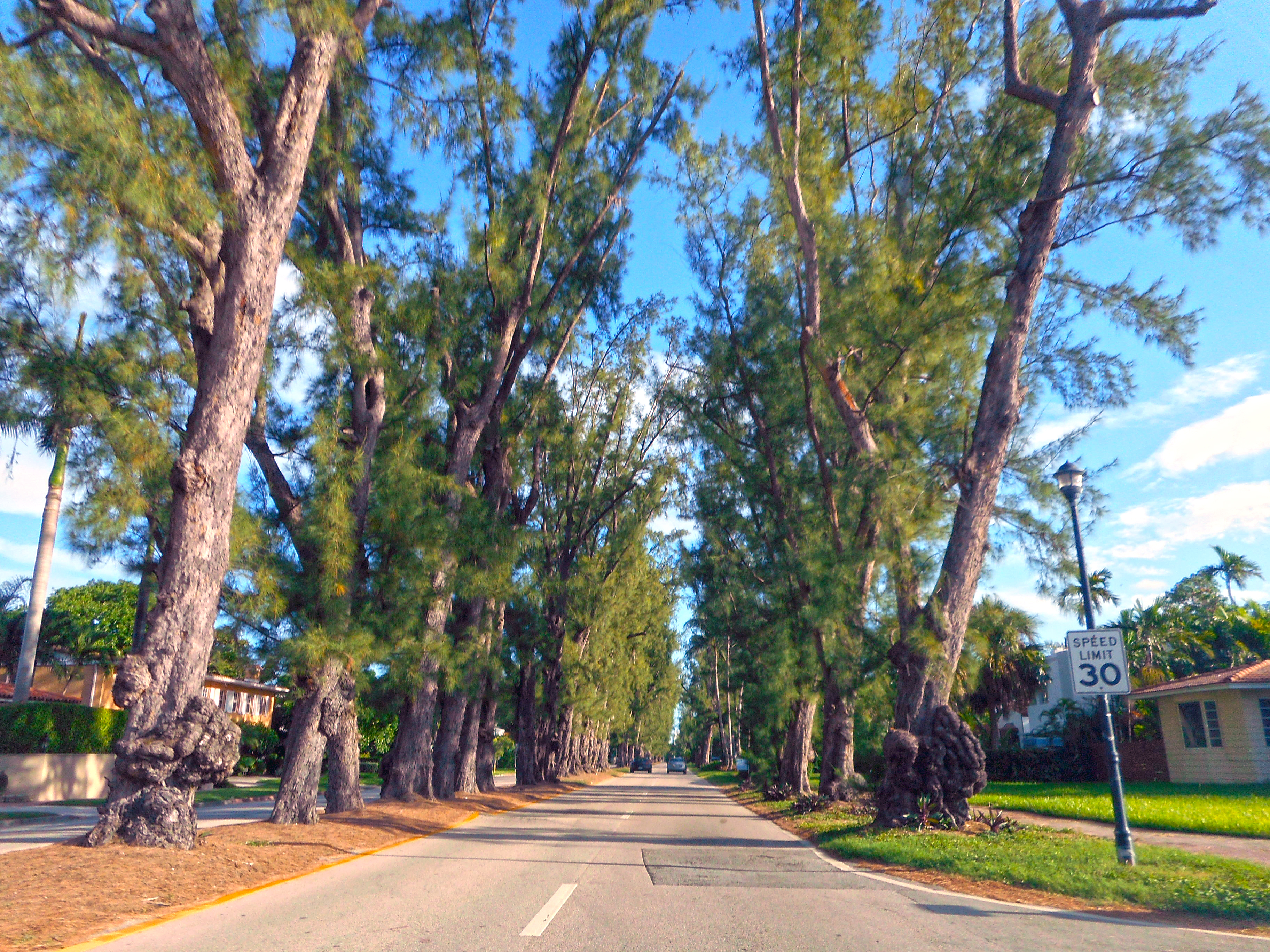

## وصلات خارجية
- الموقع الرسمي